# Joan Garriga i Martínez
Joan Garriga i Martínez (1972, La Garriga) es un músico catalán. Además de tocar el acordeón diatónico, canta rumba catalana y cumbia. Ha formado parte de los grupos de fusión musical Dusminguet y La Troba Kung-Fú. En 2007, recibió el Premio Ciudad de Barcelona de música. 

## Trayectoria
Garriga fue el líder del grupo Dusminguet, un grupo que existió entre 1995 y 2004 oriundo de La Garriga. Dusminguet fue pionero en la mezcla de ritmos y géneros que revolucionó a la música festiva en los Països Catalans.
Desde 2005, fue el creador de las canciones, la voz y el acordeonista del grupo La Troba Kung-Fú.  Paralelamente, ha realizado numerosas colaboraciones con otros músicos, como Manu Chao, Amparanoia, Peret o Muchachito Bombo Infierno. Además, participó en otros proyectos, sobre todo en el tiempo entre el fin de Dusminguet y el inicio de La Troba Kung-Fú, como Radio Bemba, Xerramequ Tiquis Miquis, Atomik Pardalets o Ensaladilla So Insistent. También se desempeñó como productor para grupos como Rauxa. 
En el mundo teatral ha colaborado como músico en espectáculos junto con el Circ Cric y con La Perla 29 en los montajes: El huérfano del clan de los Zhao (2014), Bodas de Sangre (2017) y La buena persona de Sezuan (2019) . 
En un reportaje que le realizó Fernando Cruz, Garriga aseguró que se dedica a la música por el impacto que le causó la Orquesta Plateria cuando era pequeño y porque "es la actividad que, poniéndome menos presión, mejores resultados me ha dado». Aparte de la música, estudió cine durante tres años. 

## Discografía

### Con Dusminguet
- Vafalungo (1998)
- Postrof (2001)
- Go (2003)

### Con La Troba Kung-Fú
- Clavel morenet (2006) [4]
- Rumbia at Ernesto's (2009)
- A la panxa del bou (2010)
- Santalegría (2013)

### Con El Mariatxi Galàctic
- Nocturns de vetlla i de revetlla (EP, 2019)[9]
- El ball i el plany (2020)[10]

### Libro con CD
- 2018: Bodas de Sangre . Apuntes y canciones de Joan Garriga sobre textos de Federico García Lorca (a partir del montaje de La Perla 29 y editado por Godall Edicions ). ISBN 978-84-946952-8-5